# Groenbuikamazilia
De groenbuikamazilia (Saucerottia viridigaster synoniem: Amazilia viridigaster) is een vogel uit de familie Trochilidae (kolibries).

## Verspreiding en leefgebied
Deze soort komt voor in Colombia en westelijk Venezuela en telt zes ondersoorten:
- S. v. viridigaster: het noordelijke deel van Midden-Colombia.
- S. v. iodura: westelijk Venezuela.